# Musée Greuze

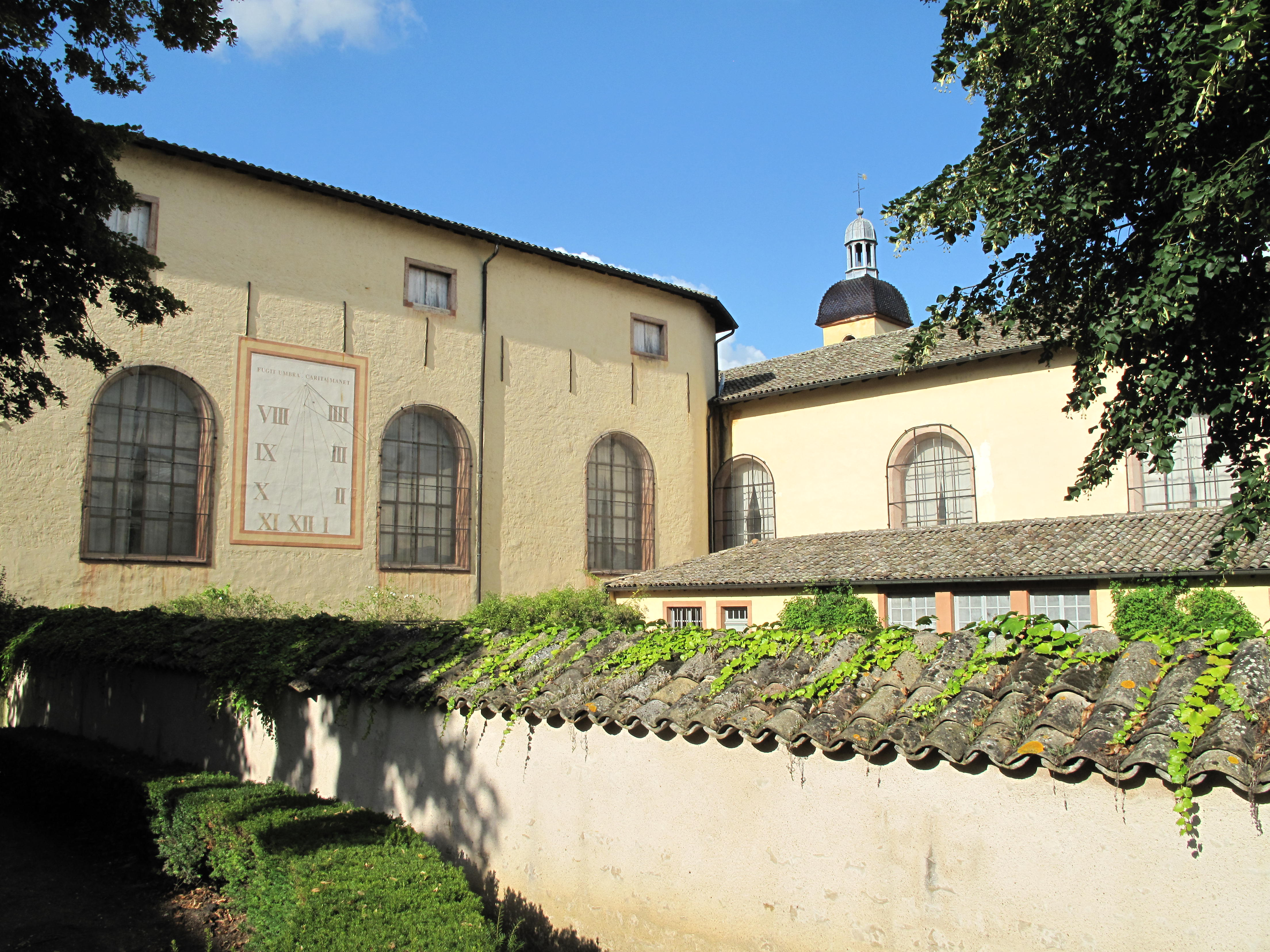
Museum im Hôtel-Dieu (Hospital)

Das Musée Greuze ist ein kommunales kultur- und kunstgeschichtliches Museum in Tournus im französischen Département Saône-et-Loire. Es trägt den Namen des in Tournus geborenen Malers Jean-Baptiste Greuze und ist im früheren Hôtel-Dieu (Hospital) untergebracht.

## Hôtel-Dieu
Das Hôtel-Dieu von Tournus wurde ab 1661 errichtet und umfasste damals nur einen großen Krankensaal mit achtzehn Betten. Geleitet wurde es durch einen zivilen und einen geistlichen Vorstand. Der Krankendienst wurde von den Schwestern der hl. Martha erbracht, deren Orden im 15. Jahrhundert durch Nicolas Rolin, den Gründer des Hospitals von Beaune, ins Leben gerufen wurde. Um Männer und Frauen zu trennen, wurde das Haus im 18. Jahrhundert um einen zweiten, identischen Krankensaal erweitert. Während der Revolutionszeit kam 1792 ein dritter Raum für Militärangehörige hinzu (salle des soldats). Der im 19. und 20. Jahrhundert nach und nach modernisierte Betrieb wurde 1982 aufgegeben.
Das Krankenhausensemble ist seit 1964 als Kulturdenkmal klassifiziert und mitsamt der historischen Ausstattung erhalten. Dazu gehört auch die Ende des 17. Jahrhunderts in einer Ecke des Frauensaals untergebrachte Apotheke, die mit ihrer bemalten Decke und den gedrehten Säulen zu den schönsten Krankenhausapotheken Frankreichs gehört und schon 1903 als Monument historique anerkannt wurde. Im Jahr 2011 wurde auch die Apotheke aus der 1675 gegründeten Maison de Charité de Tournus in das Hôtel-Dieu verbracht.

## Museum
Das Museum von Tournus wurde 1867 gegründet, zunächst in einem Raum des Rathauses untergebracht und 1894 in das frühere Benediktinerkloster in der Rue du Collège verlegt. Erster Kurator war Jean Martin (1839–1919), einer der Autoren des Werkverzeichnisses von Jean-Baptiste Greuze. 1992 wurde es wegen Baufälligkeit geschlossen und 2002 im Gebäudekomplex des Hôtel-Dieu neu eröffnet. Es präsentiert auf drei Ebenen Abteilungen für Archäologie, Malerei und Skulptur, darunter im ersten Obergeschoss Gemälde der französischen, flämischen und italienischen Schule von der Renaissance bis zum 20. Jahrhundert mit Werken von Pablo Picasso, Wassily Kandinsky und Le Corbusier. Auch der Namensgeber des Museums, Jean-Baptiste Greuze, ist mit mehreren Zeichnungen, Stichen und Gemälden, vertreten. Zu den herausragenden gehören zwei seiner Selbstporträts.
Das zweite Obergeschoss ist der zeitgenössischen Kunst gewidmet. Hier finden sich Werke von Camille Bryen, Jean Bertholle, Mayo, Sivano Bozzolini, Antoine Révay, Moreno Pincas und Seund Ja Rhee.
Die archäologische Abteilung umfasst Fundobjekte vom Paläolithikum bis zur Merowingerzeit.